# Brixidia nebulosa
Brixidia nebulosa är en insektsart som beskrevs av Gustaf Emanuel Haglund 1899. Brixidia nebulosa ingår i släktet Brixidia och familjen kilstritar.
Artens utbredningsområde är Kamerun. Inga underarter finns listade i Catalogue of Life.